# Handbuch der historischen Buchbestände
Das Handbuch der historischen Buchbestände ist ein grundlegendes Nachschlagewerk für die Kenntnis der historischen Bestände der Bibliotheken in Deutschland, Österreich und der Schweiz. Die Ausgaben für Deutschland und Österreich wurden von dem in Münster lehrenden Anglisten Bernhard Fabian angeregt und erschienen von 1991 bis 2001 in drei Abteilungen im Georg Olms Verlag. Eine ebenfalls 2001 abgeschlossene vierte Abteilung bietet Beschreibungen der Bestände aus dem deutschen Sprachbereich („Germanica“) in verschiedenen Bibliotheken Europas, nach Ländern geordnet.
Alle Bände sind auch auf CD-ROM und online verfügbar. Über 1200 Mitarbeiter haben die Beiträge zu den einzelnen Bibliotheken verfasst. Die Artikel sind einheitlich aufgebaut:
- 1. Administrativ-technische Daten wie Adresse, Nutzungsmöglichkeiten und Anfahrt
- 2. Bestandsgeschichte
- 3. Bestandsaufbau nach Jahrhunderten, Sprachen und systematischer Gliederung
- 4. Kataloge
- 5. Literatur zur Bibliotheksgeschichte und zu den Beständen.

Die Ausgabe für die Schweiz erschien 2011 ebenfalls im Georg Olms Verlag (Handbuch der historischen Buchbestände in der Schweiz, herausgegeben von der Zentralbibliothek Zürich).

## Die Abteilungen
- Handbuch der historischen Buchbestände in Deutschland (27 Bände)
- Handbuch der historischen Buchbestände in Österreich (4 Bände)
- Handbuch der historischen Buchbestände in der Schweiz (3 Bände):
  - Bd. 1: Kantone Aargau bis Jura: Urs Bernhard Leu; Hanspeter Marti; Jean-Luc Rouiller: Handbuch der historischen Buchbestände in der Schweiz. Bd. 1: Kantone Aargau bis Jura. 2. Aufl. Zürich: Olms-Weidmann 2013. ISBN 978-3-487-30029-0
  - Bd. 2: Kantone Luzern bis Thurgau: Urs Bernhard Leu; Hanspeter Marti; Jean-Luc Rouiller; Veronica Carmine; Paola Costantini: Handbuch der historischen Buchbestände in der Schweiz. Bd. 2: Kantone Luzern bis Thurgau. 2. Aufl. Zürich: Olms-Weidmann 2013. ISBN 978-3-487-30030-6
  - Bd. 3: Kantone Uri bis Zürich: Urs Bernhard Leu; Hanspeter Marti; Jean-Luc Rouiller: Handbuch der historischen Buchbestände in der Schweiz. Bd. 3: Kantone Luzern bis Thurgau. 2. Aufl. Zürich: Olms-Weidmann 2013. ISBN 978-3-487-30031-3
- Handbuch deutscher historischer Buchbestände in Europa (12 Bände, davon Bände 11–12 Register)
  - Tschechische Republik (Bände 1–3)
  - Slowakische Republik (Band 4)
  - Ungarn (Band 5)
  - Polen und Bulgarien (Band 6)
  - Dänemark, Schweden (Band 7 Teil 1)
  - Finnland, Estland, Lettland, Litauen (Band 7, Teil 2)
  - Russland (Band 8)
  - Kroatien, Slowenien, Italien (Band 9)
  - Großbritannien, Irland (Band 10).

Geplant ist ein Handbuch für Südtirol.
Einige Bibliotheken haben die Artikel im Handbuch in unveränderter oder veränderter Form auf ihren Internetseiten zugänglich gemacht. Das Handbuch der historischen Buchbestände in der Schweiz ist in Form von drei großen PDF-Dateien  auf der Website der Zentralbibliothek Zürich abrufbar.

## Kritik
Das Handbuch weist deutliche Lücken auf, da teilweise sehr wertvolle Sammlungen (insbesondere Adelsbibliotheken wie die Fürstlich Fürstenbergische Hofbibliothek zu Donaueschingen oder die Sammlungen der Grafen Waldburg) auf Wunsch der Eigentümer nicht berücksichtigt werden konnten. Teilweise fehlen auch Bibliotheken von Archiven, Museen, Schulen und kleineren kirchlichen Einrichtungen, die über historische Buchbestände verfügen.
Die Online-Fassung wurde nach der Konvertierung nur unzulänglich lektoriert. Es fehlen gegenüber der gedruckten Ausgabe einige Abschnitte (z. B. jeweils der Schluss der Bände Baden-Württemberg und Saarland A–H und Baden-Württemberg und Saarland T–Z sowie die Beschreibungen der Sonderbestände der Biblioteca Vaticana im Italien-Band).
Die Online-Fassung bietet die Möglichkeit, die Beiträge zu den einzelnen Bibliotheken zu aktualisieren. Von diesem Angebot wird aber nur in äußerst geringem Maße Gebrauch gemacht. In vielen Fällen sind die Angaben im Handbuch schon heute, nach ca. 20 Jahren, überholt, einige Bibliotheken existieren gar nicht mehr oder sind in größeren bibliothekarischen Strukturen aufgegangen. Eine Überarbeitung der Online-Fassung erscheint daher dringend erforderlich.